# Pyrovalérone
La pyrovalérone, aussi appelée Centroton, 4-méthyl-β-céto-prolintane, Thymergic ou O-2371  est un médicament psychostimulant abandonné en raison de son risque d'abus.

## Mode d'action
La pyrovalérone est censée agir comme un inhibiteur de la recapture de la dopamine et de la noradrénaline. Elle a été utilisée pour traiter la fatigue chronique et la léthargie, et aussi comme coupe-faim.
C'est à la fin des années 1960 qu'elle a eu une brève existence dans certains pays d'Europe. Elle a été rarement utilisée en raison des problèmes d'abus et de dépendance.
Les effets secondaires de la pyrovalérone comprennent l'anorexie ou la perte d'appétit, l'anxiété, l'insomnie, et des tremblements musculaires. L'arrêt du produit après une période prolongée de consommation se traduit souvent par la dépression.
Le R - énantiomère de pyrovalérone est dépourvu d'activité.

## Analogues de la pyrovalérone
Chimiquement, elle est très proche du MDPV, de l'α-PVP et du PV8.